# Louis Hardouin Tarbé
Louis Hardouin Tarbé (* 11. August 1753 in Sens, Yonne; † 7. Juli 1806 in Paris) war ein französischer Rechtsanwalt und hochrangiger Beamter.

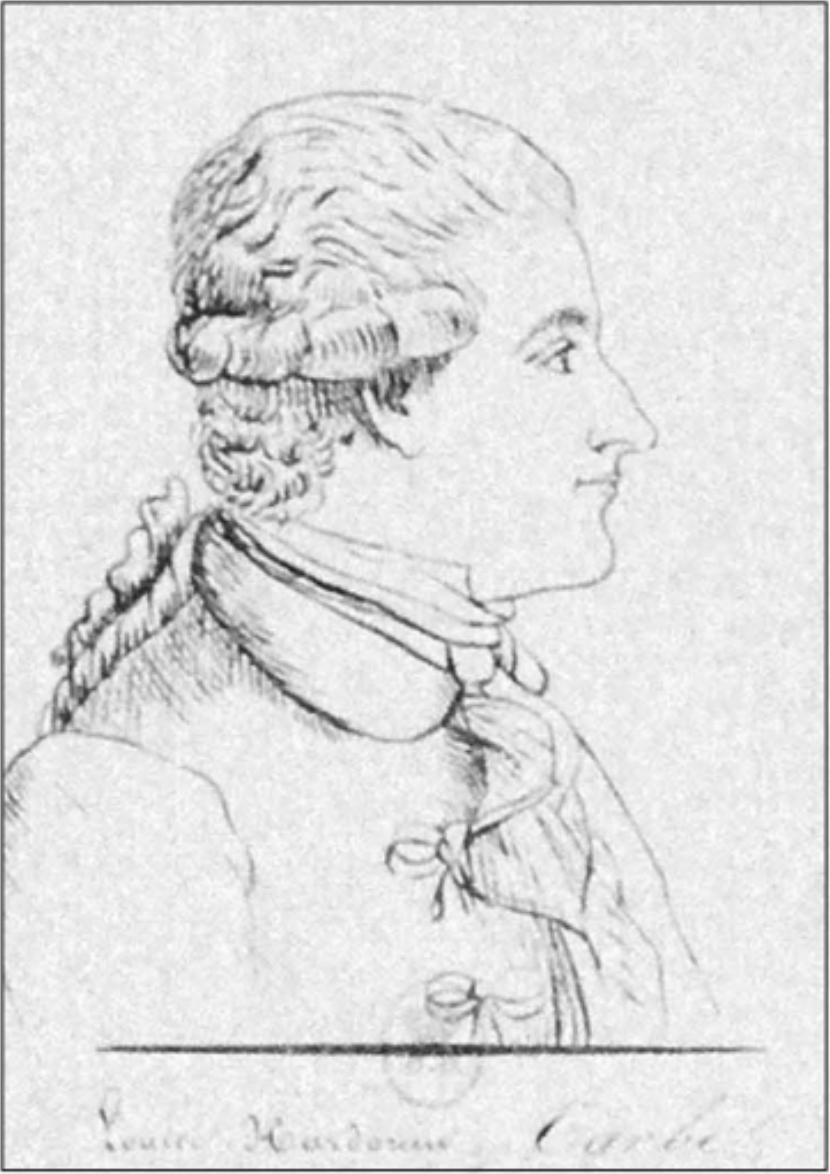
Porträt von Louis Hardouin Tarbé

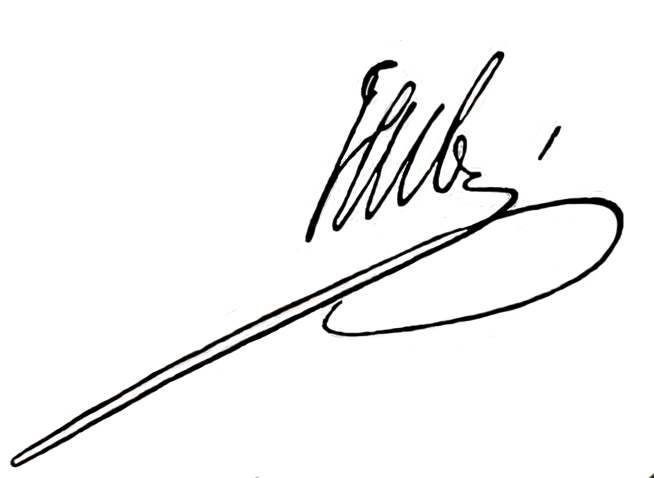
Unterschrift Louis Hardouin Tarbé

## Biografie
Erster Finanzfachangestellter bei Jacques Necker und Charles Alexandre de Calonne, wurde er Direktor der Beiträge bei Claude Antoine de Valdec de Lessart. Ludwig XVI. von Frankreich ernannte ihn am 29. Mai 1791 zum Minister für öffentliche Finanzen. Er organisierte die neue Finanzverwaltung.
Sehr eng mit dem König verbunden, in der Nähe der regierenden Feuillants, verließ er das Ministerium mit ihnen am 29. März 1792, um den Girondisten, die vom König das Mandat zur Bildung eines neuen Kabinettes erhielten, zu weichen. Am 15. August 1792 wurde er verurteilt, und es gelang ihm, sich zu verstecken und er lehnte daraufhin jede offizielle Tätigkeit ab, obwohl er vom Rat der Fünfhundert die Freigabe für öffentliche Ämter erhielt.